# Kreplach

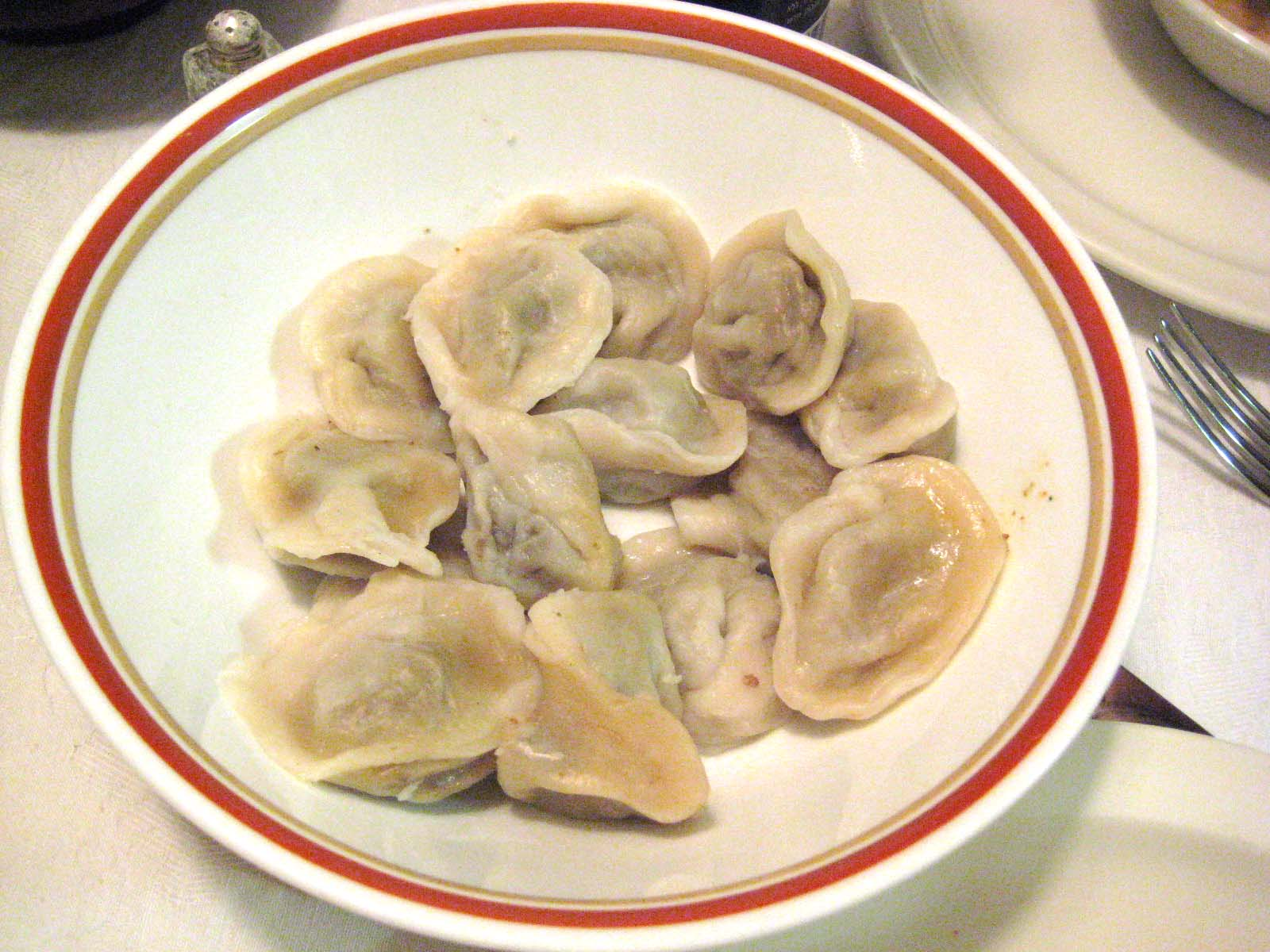
Kreplech

Kreplach oder Kreplech (von Jiddisch קרעפּלעך kreplech, Neutrum Plural von קרעפּל krepl; zu mitteldeutsch Kräppel, „Krapfen“; auch: Kräppchen) sind mit einer Leberfarce oder z. B. auch Rindfleisch gefüllte Teigtaschen. Das  traditionelle Gericht der aschkenasisch-jüdischen Küche ähnelt den italienischen Ravioli, den schwäbischen Maultaschen und russischen Pelmeni.
Zur Zubereitung wird zuerst ein Nudelteig aus Mehl, Ei, Öl und Wasser hergestellt, dünn ausgerollt und in handbreite oder schmalere Streifen geschnitten. Für die Füllung werden Rinder- oder Kalbsleber und Zwiebeln kleingeschnitten, in ausgelassenem Geflügelfett angebraten und mit hartgekochtem Ei durch den Fleischwolf gedreht. Die entstandene Masse wird mit Salz, Pfeffer und Knoblauch gewürzt. Schließlich wird die Masse portionsweise auf die Teigstreifen gesetzt, diese werden zu Taschen zusammengeklappt und in schwach kochendem Salzwasser gegart. Die Kreplach (Kreplech) werden sofort serviert oder zuerst noch kurz in Öl oder Geflügelfett gebraten, was ihnen zusätzliche Würze verleiht.
Gegessen werden sie traditionell zu Purim, am Vorabend von Jom Kippur, an Hoschana Rabba, Schawuot und auch an Sukkot.